# Hans Dietrich von Gemmingen (1516–1566)
Hans Dietrich von Gemmingen (* 1516; † 20. April 1566 in Mühlhausen) war Grundherr in Heimsheim und Mühlhausen, von 1551 bis 1555 auch in Weinfelden.

## Leben
Er war ein Sohn des Otto von Gemmingen (1475–1558) und der Maria Güß von Güßenberg aus der Linie Steinegg der Freiherren von Gemmingen. Er war ab 1539 oder 1540 verheiratet mit Magdalena Mundpratt von Spiegelberg. 1551 erwarb er von den Mundpratt die Herrschaft Weinfelden, veräußerte sie aber schon 1555 wieder an Jakob Fugger in Augsburg. Vom Vater erbte er dessen Besitz in Heimsheim und Mühlhausen.
Wie der Vater war Hans Dietrich während der Reformation altgläubig geblieben. Herzog Christoph veranlasste ihn, die Pfarrei Heimsheim abzutreten, wodurch der Ort schließlich reformiert wurde. Hans Dietrich nahm darauf seinen Wohnsitz in Mühlhausen, wo er sich von 1551 bis 1553 das Schloss Trutzluther erbaute.

## Familie
Er war verheiratet mit Magdalena Mundpratt von Spiegelberg († 1566). Das Paar hatte sechs Töchter und sieben Söhne, von denen jedoch nicht alle das Erwachsenenalter erreichten. 
Nachkommen:
- Hans Georg (1541–1561), starb in Besançon
- Christine (* 1542) ⚭ Hans Rudolph von und zu Breitenlandenberg
- Hans Christoph (1544–1596) ⚭ Anna Maria von Ow († 1582), Margaretha von Jahrsdorf († 1591)
- Johann Otto (1545–1598), Fürstbischof von Augsburg
- Maija (1547–1557)
- Hans Dieter (1548–1569), starb als Soldat
- Anna Maria ⚭ Reinhard von Neuhausen
- Hans Jakob (1553–1622) ⚭ Barbara von Breitenlandenburg
- Hans Diepold (1554–1612) ⚭ Barbara von Venningen
- Maria Jakobe (* 1563)
- Maria, starb jung
- Anna, starb jung
- ein weiterer Sohn, dessen Name heute nicht mehr bekannt ist